# Chevrolet Malibu
Chevrolet Malibu («Шевроле Малібу») — автомобілі середнього класу компанії Chevrolet.

## Chevrolet Malibu (1964-1977)
Вважається, що у Chevrolet Malibu було в цілому 9-ть поколінь, але це не зовсім вірно. Адже з 1964 по 1977 рік (перші три генерації) Malibu являв собою одну з модифікацій моделі Chevrolet Chevelle. За 13 років ім'ям каліфорнійського міста називали седани, купе і кабріолети, які оснащувалися моторами V6 і V8 (потужністю до 330 кінських сил), механічними (з трьома або чотирма ступенями) і автоматичними коробками передач (з двома або трьома діапазонами).

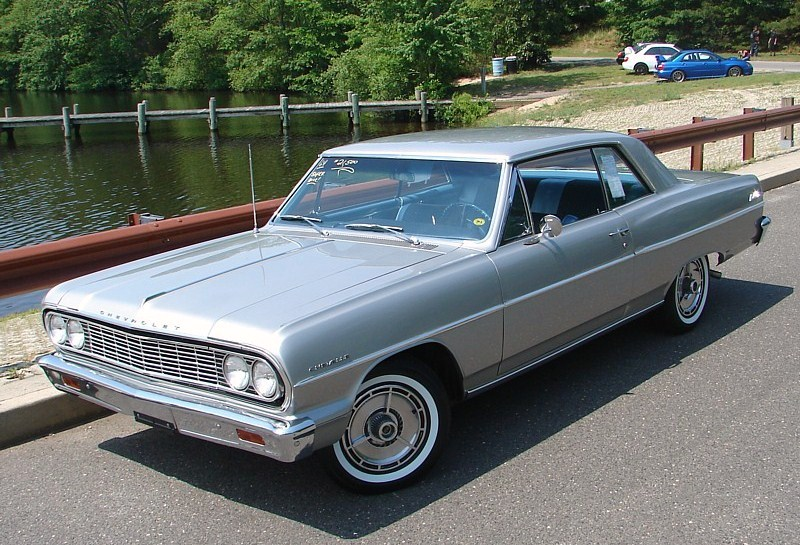
Chevrolet Chevelle Malibu (1964–1967)
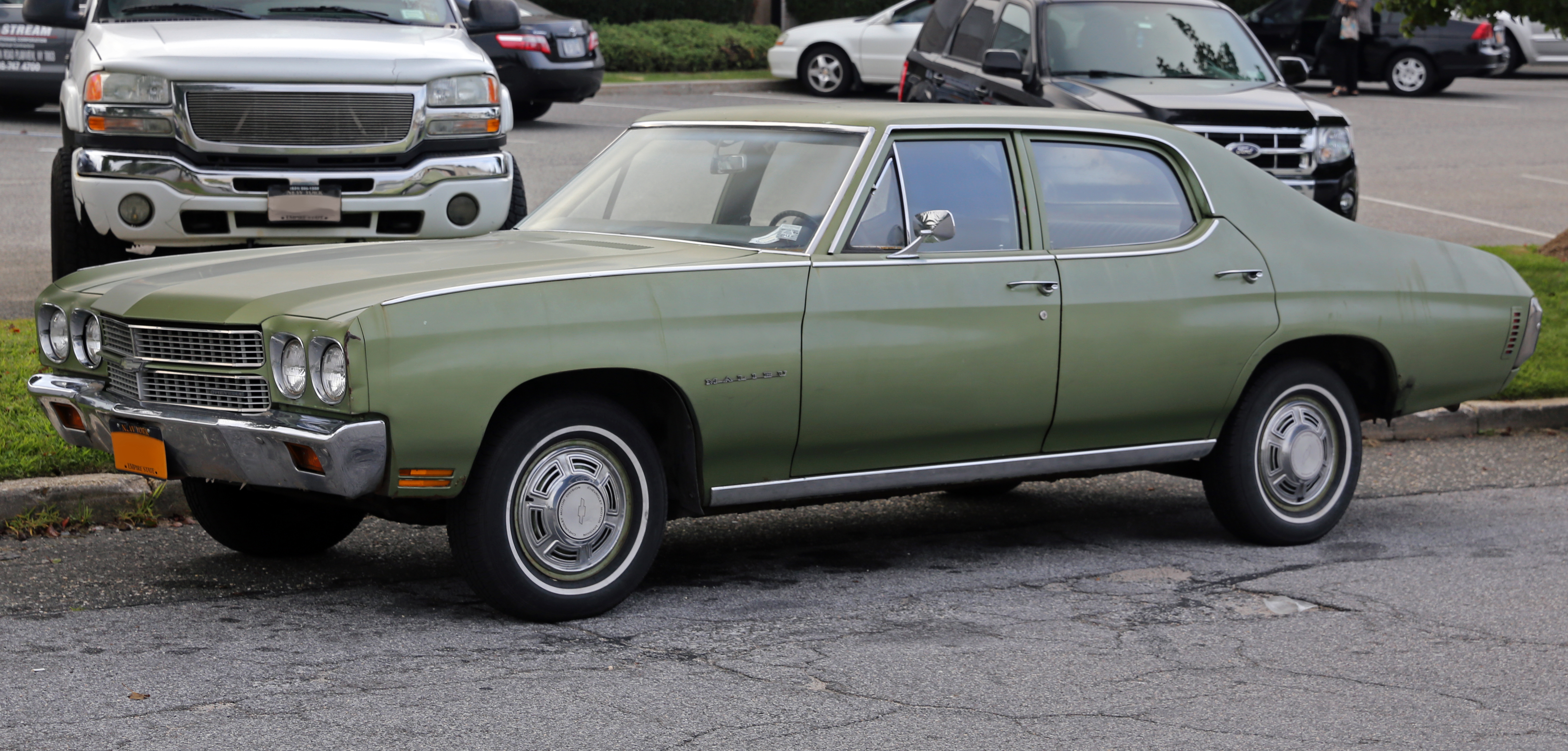
Chevrolet Chevelle Malibu (1968–1972)
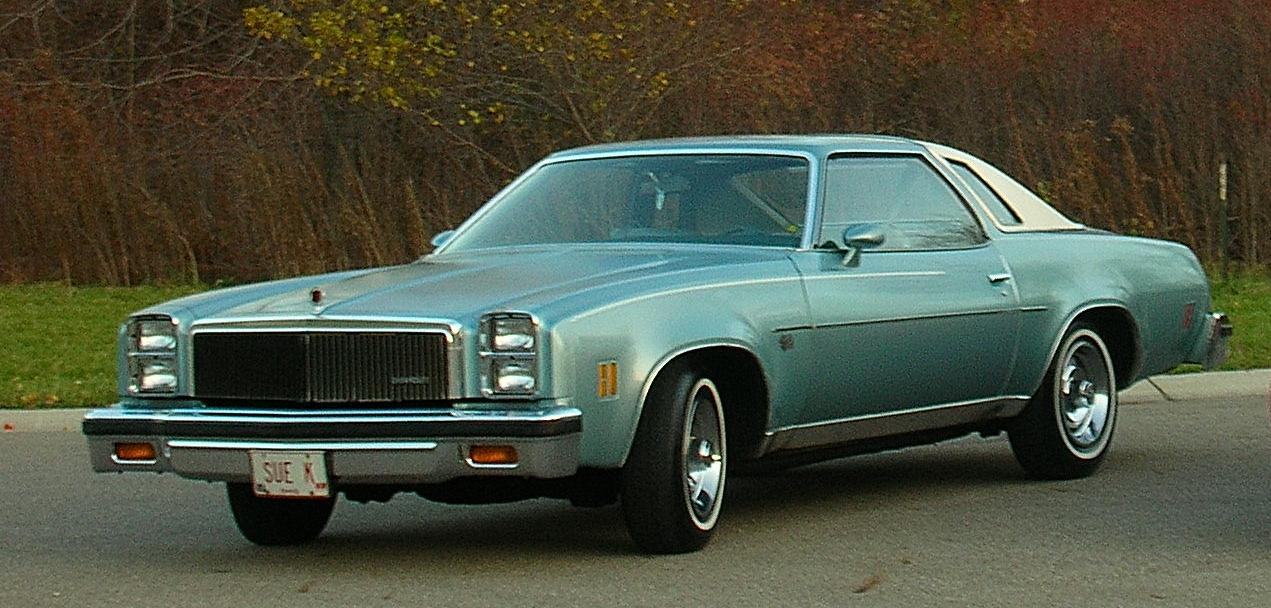
Chevrolet Chevelle Malibu (1973–1977)

## Chevrolet Malibu 4 (1978-1983)

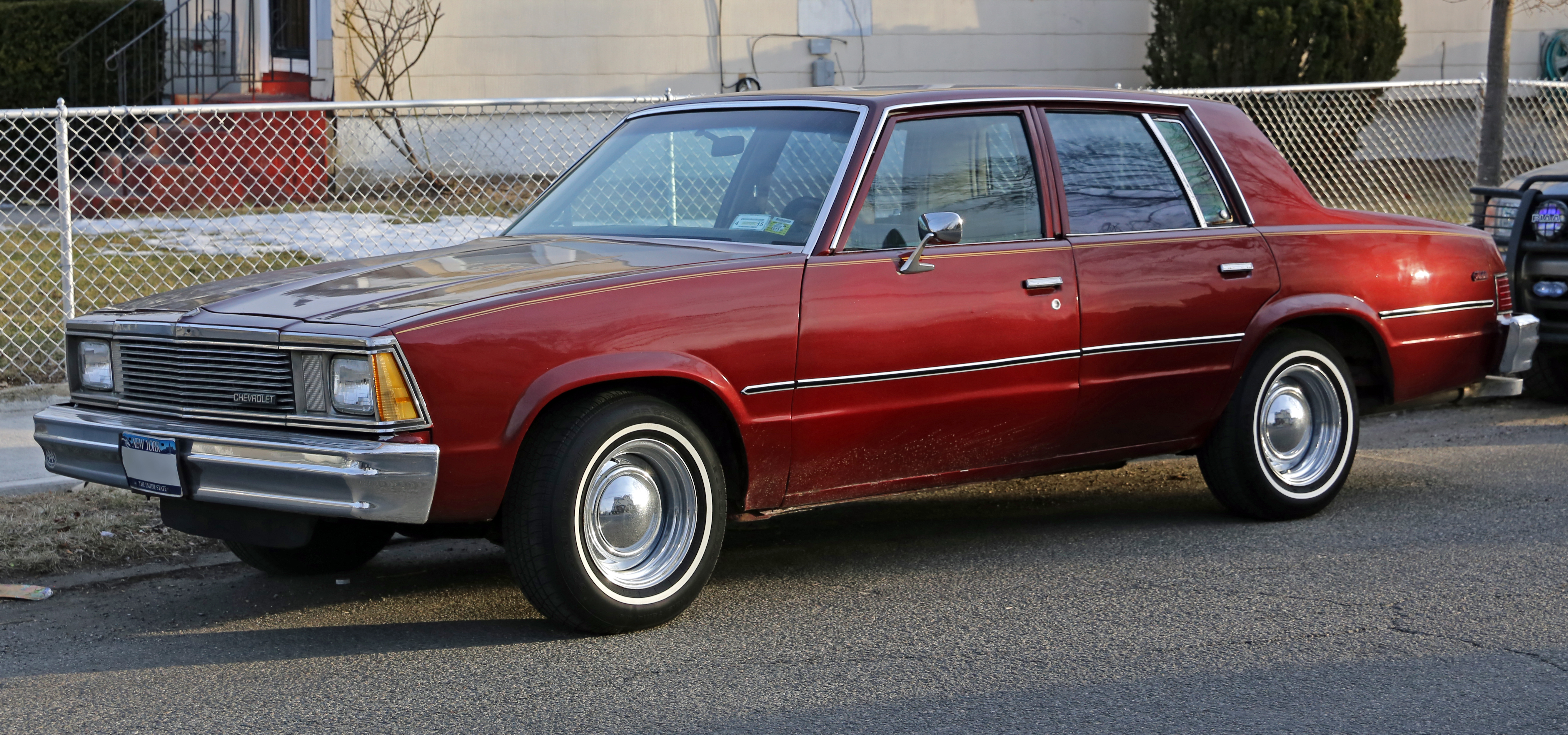
Chevrolet Malibu 4

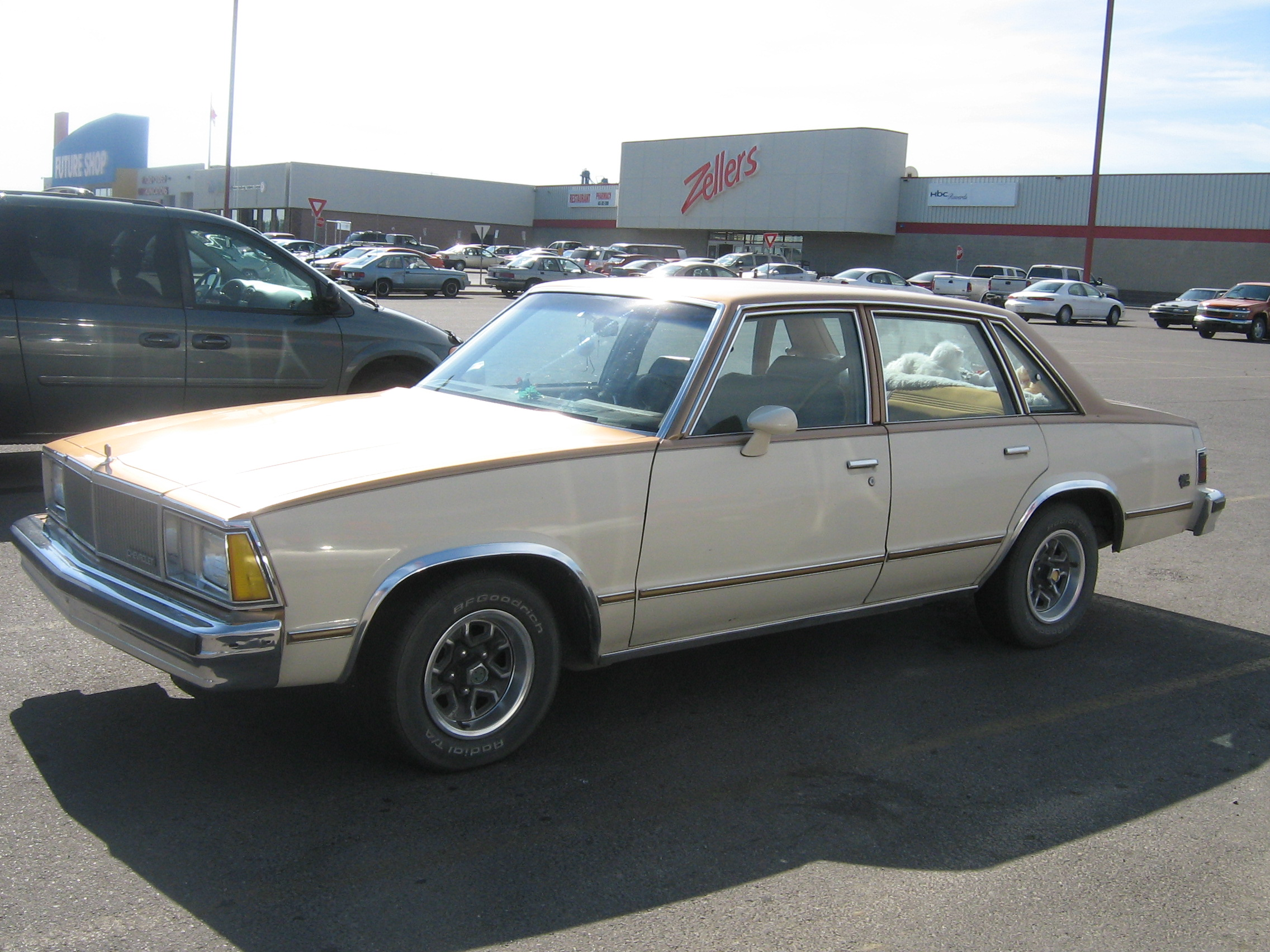
Chevrolet Malibu Classic

У 1977 році компанія Chevrolet припинила випуск моделі Chevelle. Її місце в ряду зайняло повноцінне сімейство Malibu, що встали на конвеєр заводу в Онтаріо в 1978 році (з 1979-го по 1981-й машини робили ще й на підприємстві в Мексиці). Автомобіль базувався на задньопривідній платформі GM G-body. У лінійці модифікацій були седани, купе й універсали. Під капот встановлювалися тільки шести-і восьмициліндрові мотори робочим об'ємом від 3,3 л до 5,7 л: бензинові розвивали 95-170 к.с., дизельні - від 85 до 105 к.с. З агрегатами трудилися «механіки» з трьома і чотирма ступенями, а також трьохдіапазонні «автомати». Виробництво сімейства Chevrolet Malibu закінчилося в 1983 році, а з тих пір його місце в гамі автовиробника зайняв передньоприводник Chevrolet Celebrity.

## Chevrolet Malibu 5 (1997-2003)

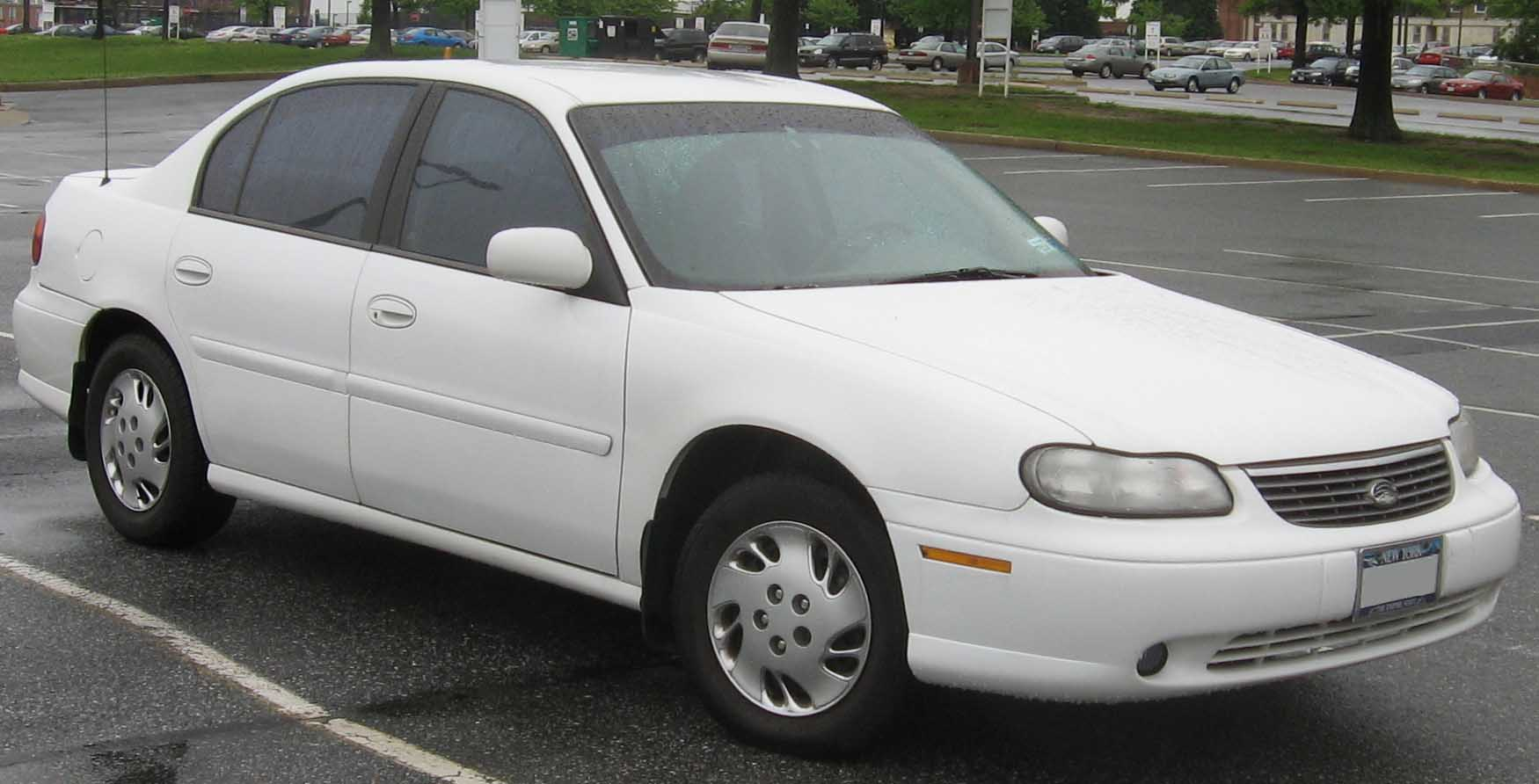
Chevrolet Malibu 5

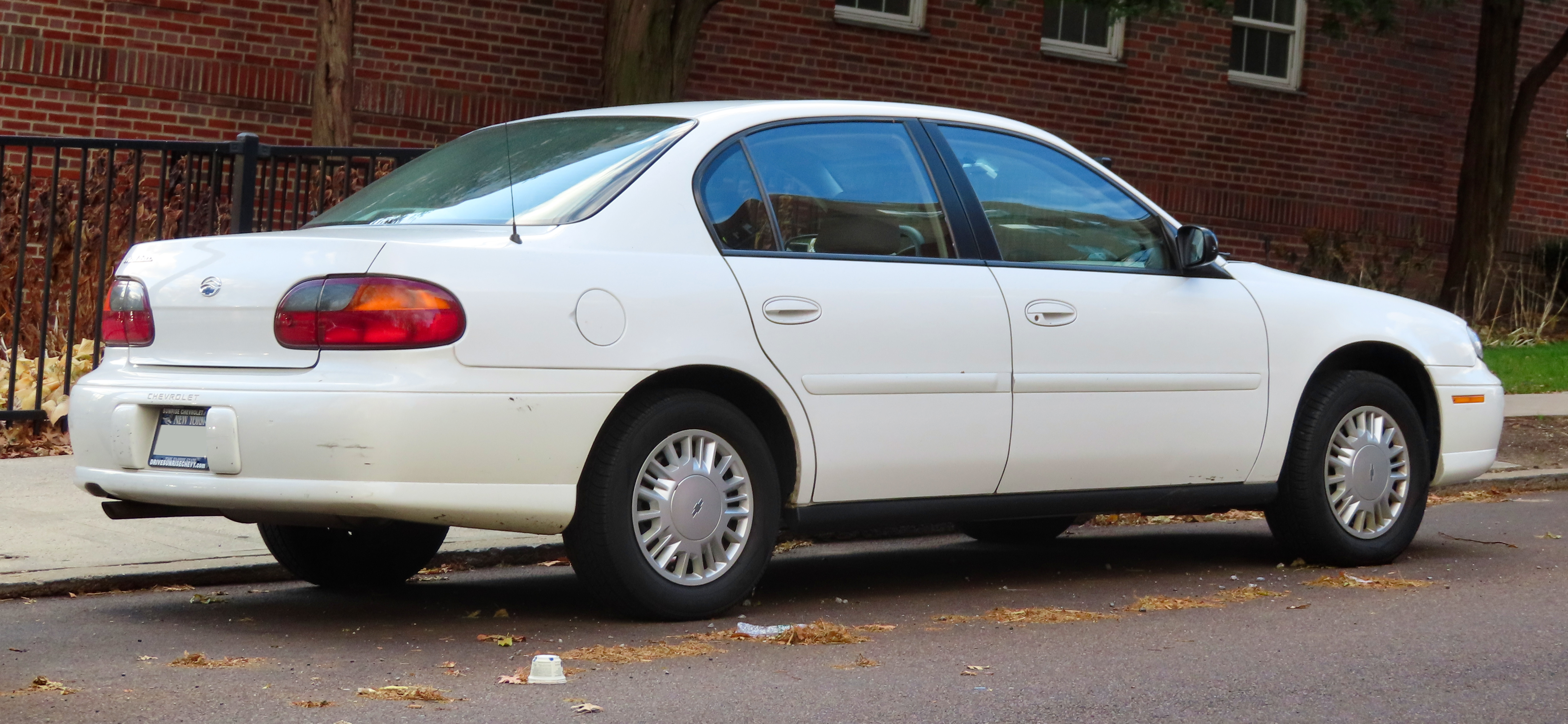

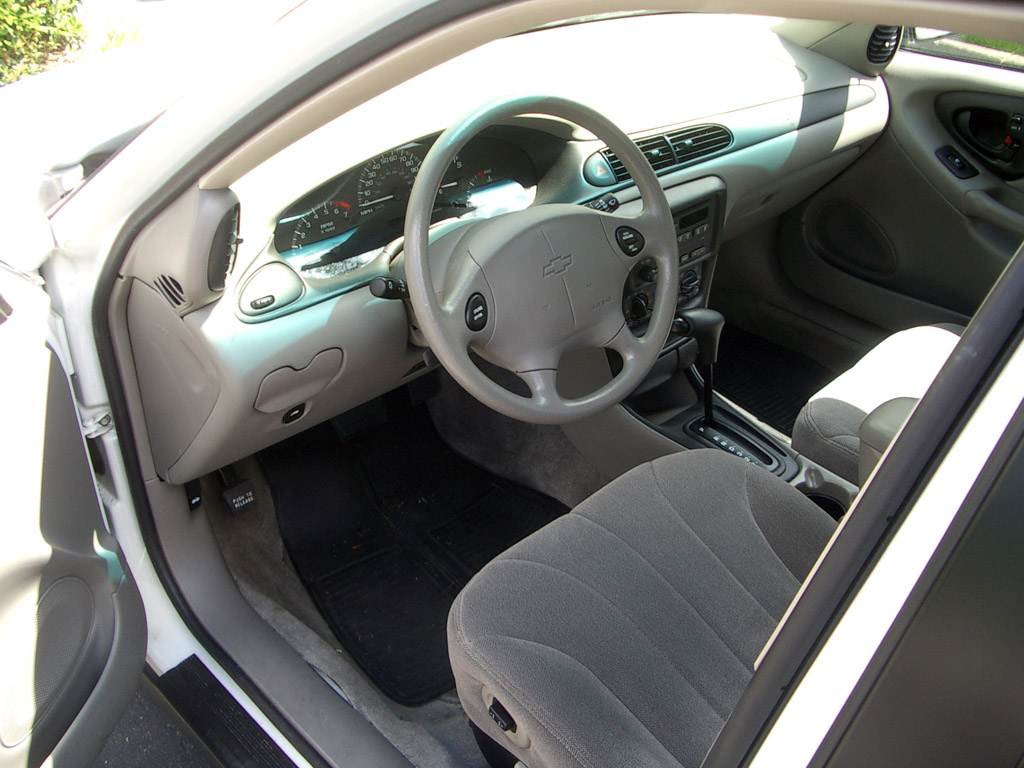

Новий Chevrolet Malibu представлений лише в 1997 році. З гами випали двухдверки й універсали - американцям пропонували лише седани довжиною 4836 мм (колісна база - 2718 мм). Це були автомобілі, побудовані на розтягнутій передньопривідній платформі N-body. Седан оснастили трьома двигунами: на вибір були доступні «четвірки» 2,2 Ecotec (146 к.с.) і 2,4 (152 к.с.), а також «шістка» 3,1 (158-173 к.с.). Однак з трансмісіями мудрувати інженери не стали, запропонувавши клієнтам тільки чотириступінчастий «автомат». До виходу в тираж в 2003 році Malibu встиг побувати на конвеєрах трьох заводів - в Вілмінгтоні, Ленсінг і Оклахомі-Сіті. А про популярність машини в США найкраще скаже статистика - з 2000 по 2003 рік включно янкі купили 676 107 четирьохдверок.

### Двигуни
- 3,1 L GM 60° L82 V6 (1997 - 1999,5)
- 3,1 L GM 60° LG8 V6 (1999,5 - 2003)
- 2,4 L TwinCam LD9 l4 (1997 - 2000)
- 2,2 L Ecotec L61 l4 (2004 - 2005)

## Chevrolet Malibu 6 (2004-2008)

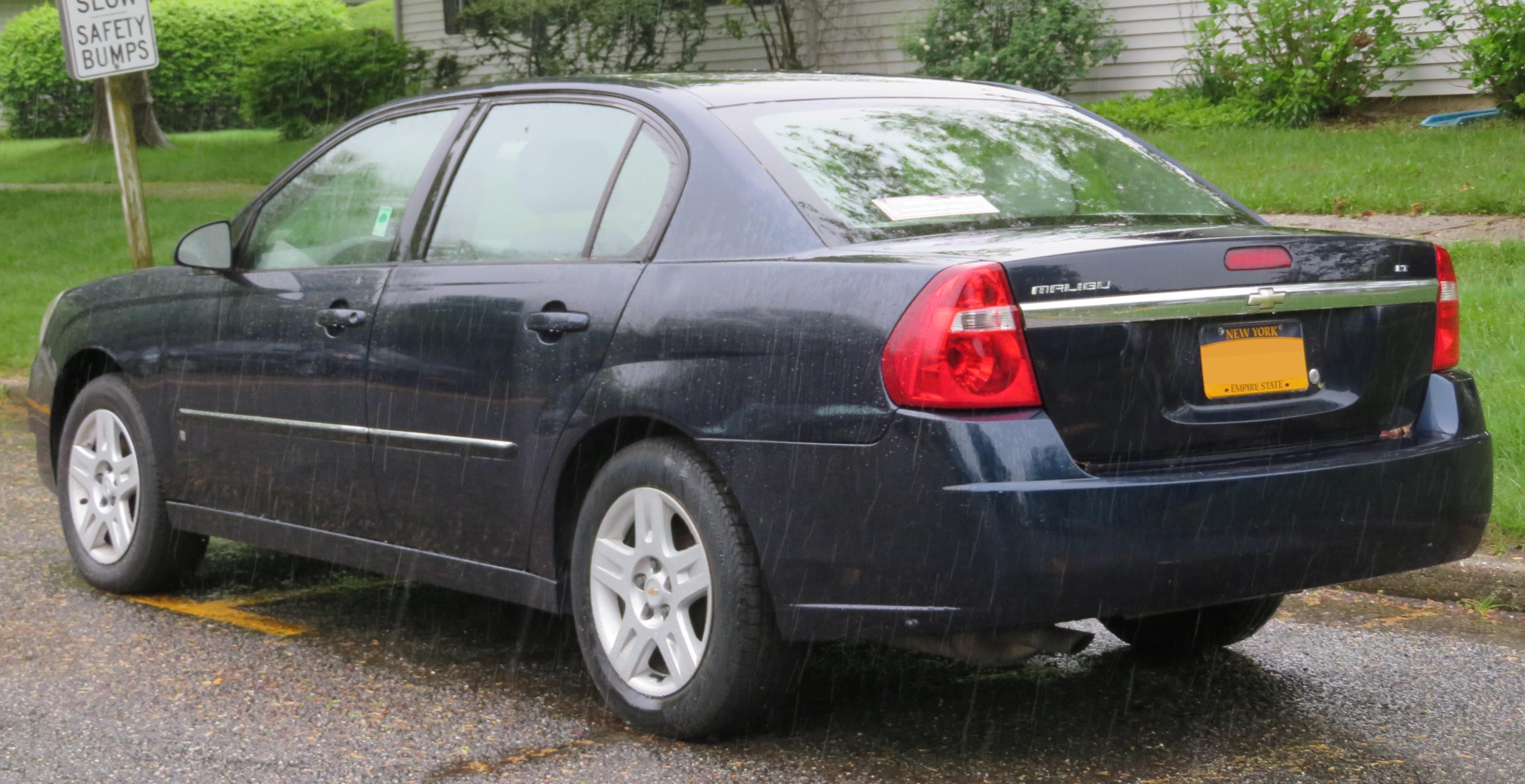
Chevrolet Malibu 6

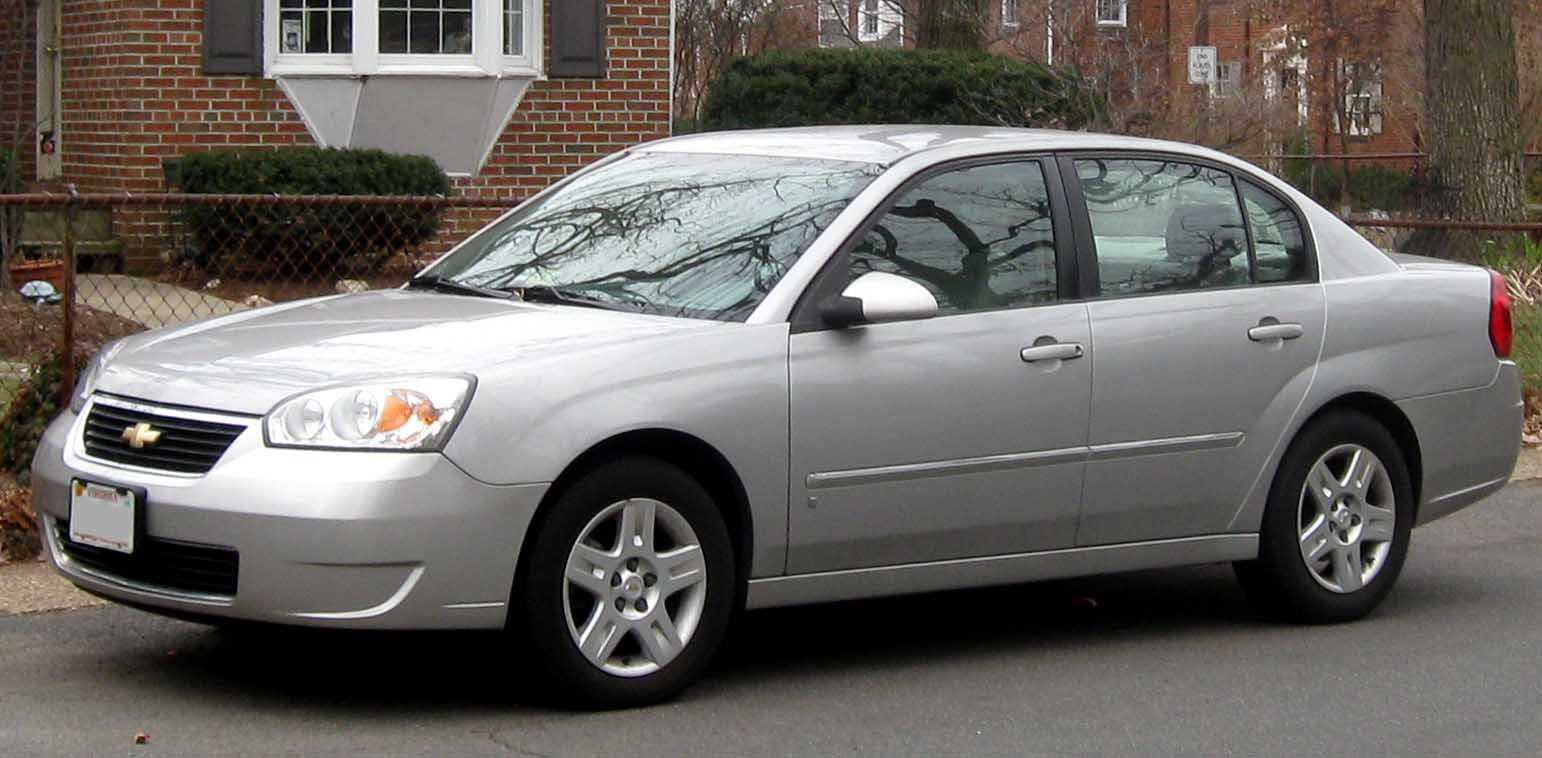
Chevrolet Malibu 6

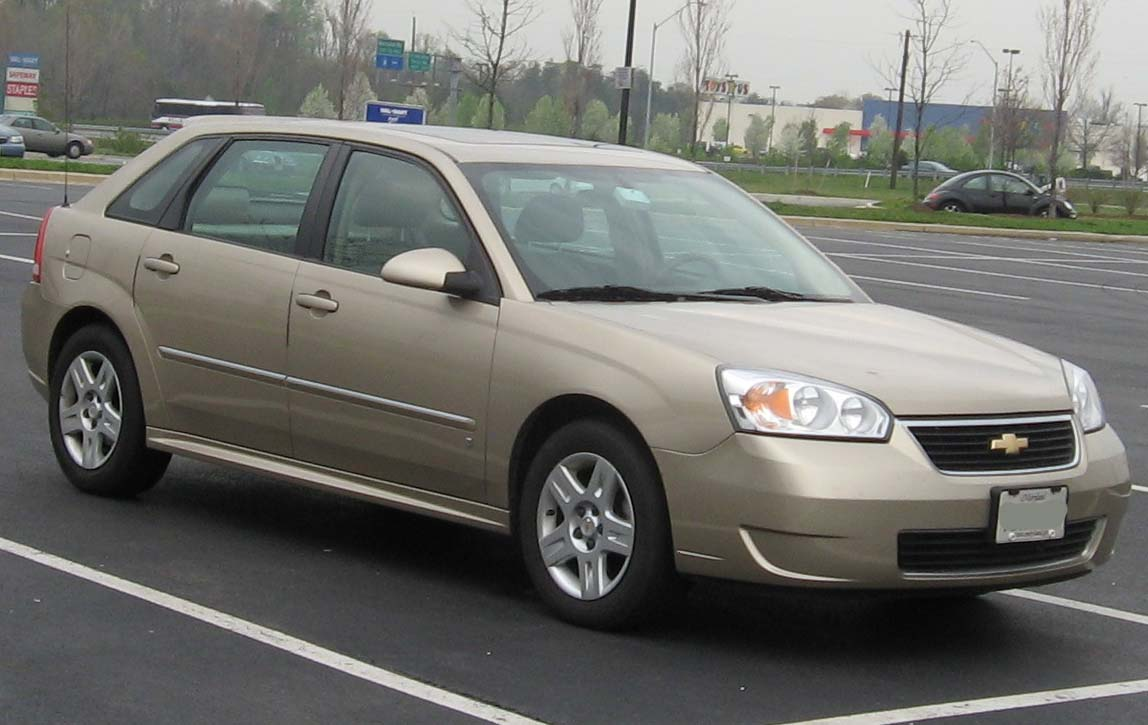
Chevrolet Malibu MAXX

«Шостий», за прийнятою класифікацією, Malibu (насправді - «третій») вийшов у світ в 2004 році. Автомобіль був дійсно новим: серйозно змінився дизайн, платформа Epsilon від сімейства Opel Vectra C, жорсткіша і полегшена конструкція кузова. Седан вкоротили до 4783 мм, а відстань між осями зменшилася до 2700 мм. Моторна лінійка складалася з чотирьох агрегатів: базовим був 2,2 Ecotec (147 к.с.), а на верхівку видерся V6 3,9 сімейства LZ9 (243 к.с.), яким оснащувалася версія Malibu SS. Як і раніше не було альтернативи чотирьохдіапазонному «автомату». Зате повернулася з небуття п'ятидверна модифікація - Malibu Maxx. Але це був уже не універсал, а п'ятидверний хетчбек в стилі моделі Opel Signum з розтягнутою до 2852 мм колісною базою. Цей Chevrolet Malibu випускався до 2008 року, і з заводу в Канзасі за цей час виїхало більше 850 000 машин.

### Двигуни
- 2.2 L L61 I4
- 3.5 L LX9 V6
- 3.5 L LZ4 V6
- 3.9 L LZ9 V6

## Chevrolet Malibu 7 (2008-2012)

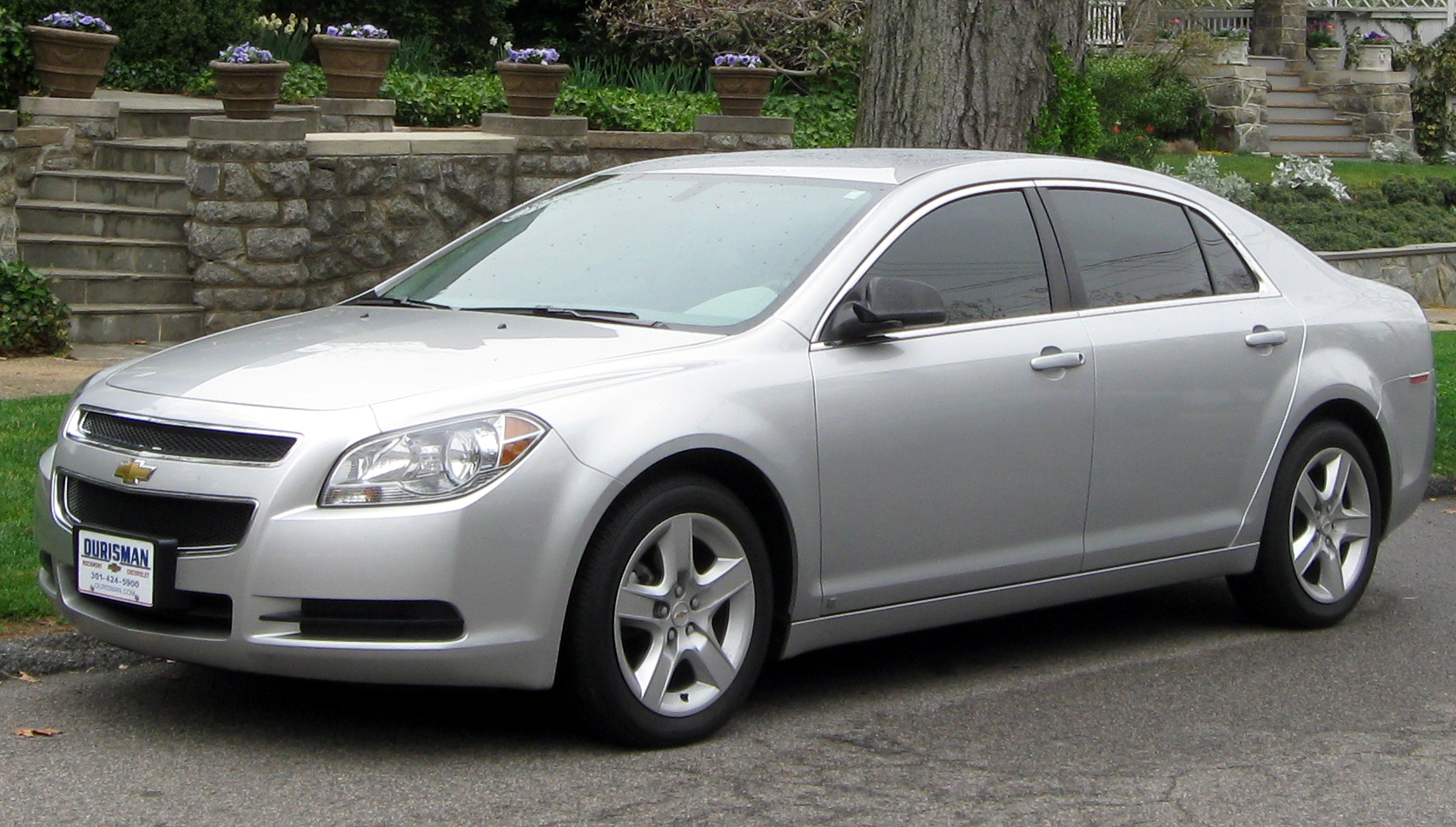
Chevrolet Malibu 7

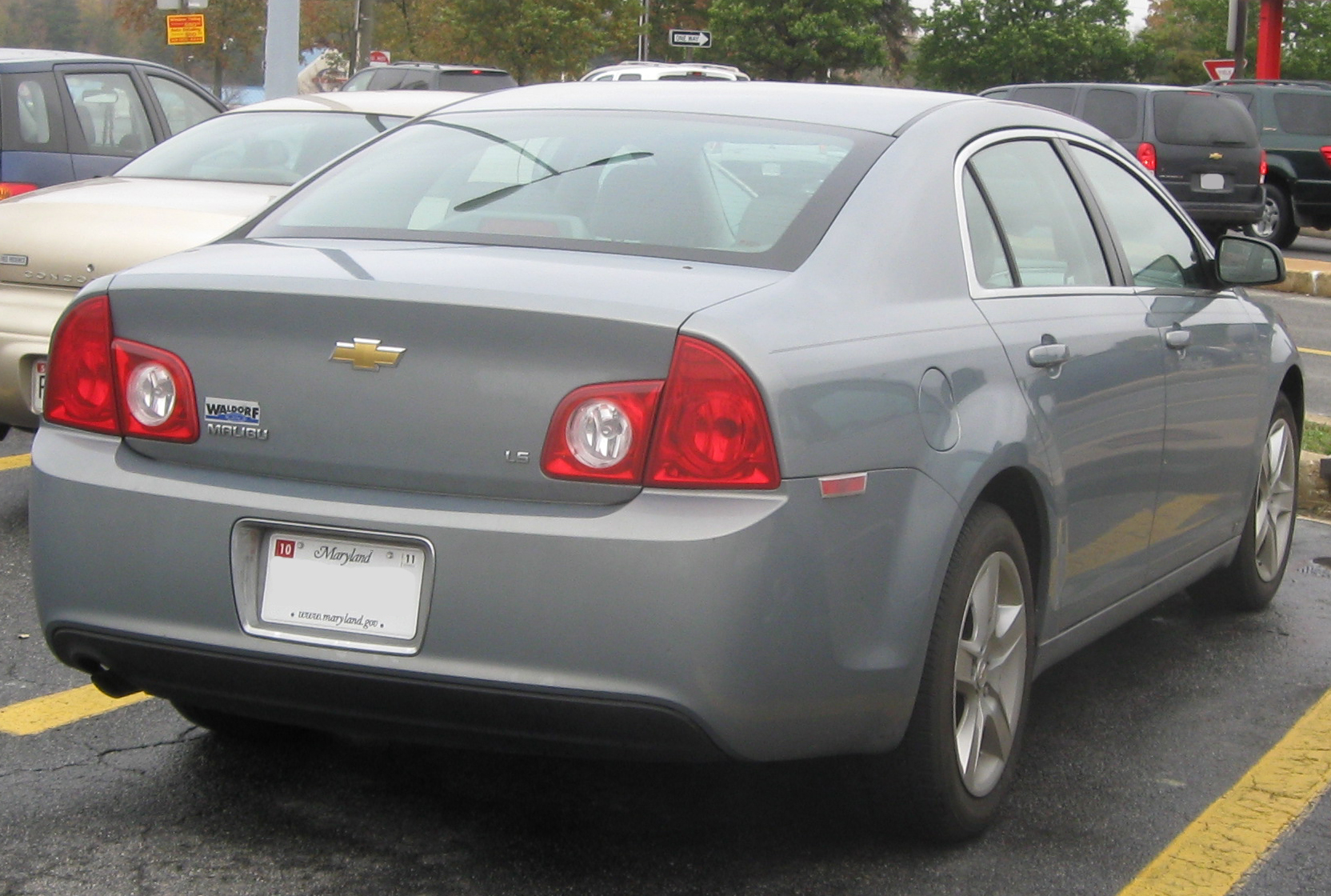
Chevrolet Malibu 7

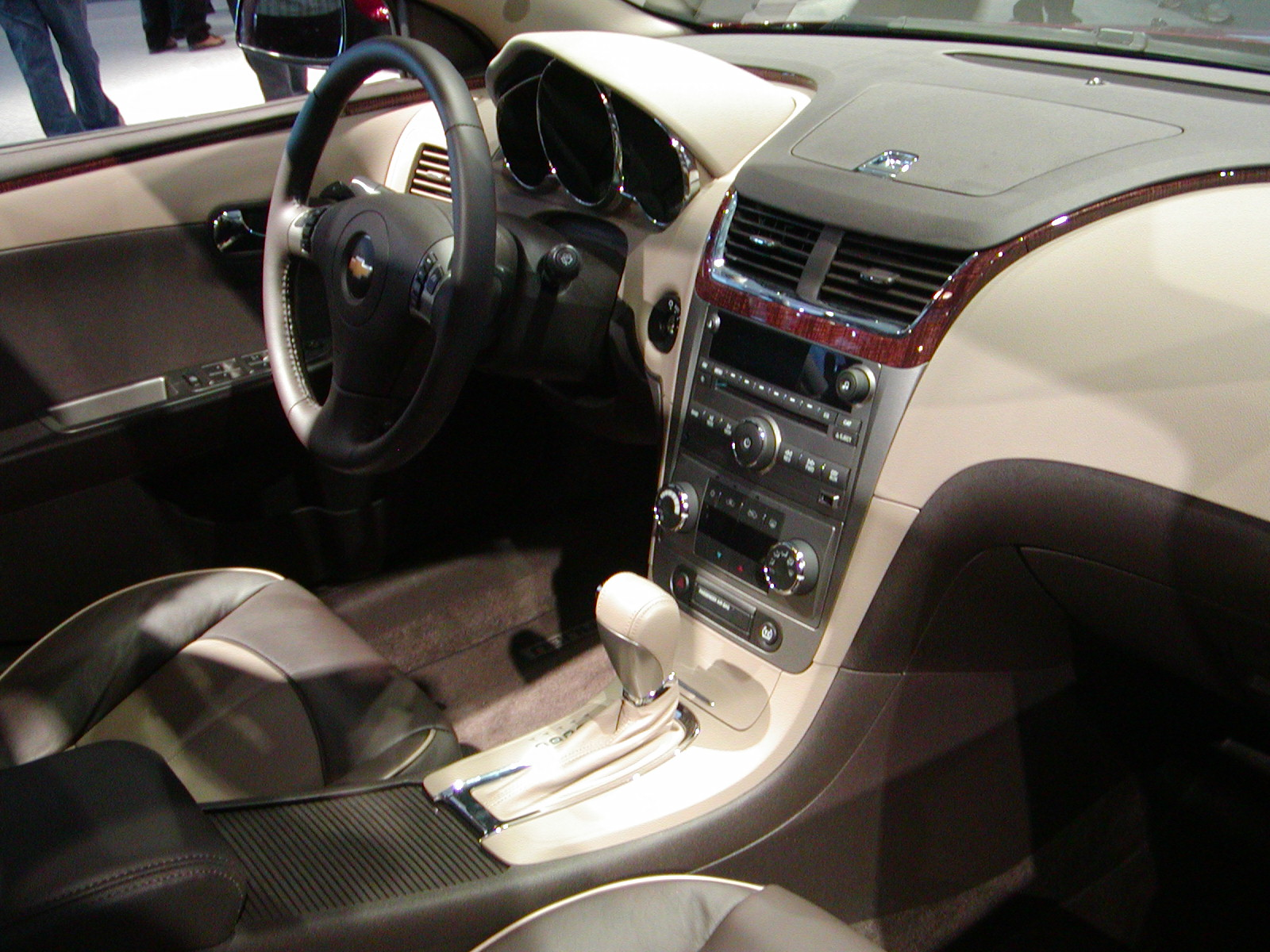

У 2008 році представлено черговий Chevrolet Malibu, що продавався тільки у вигляді седана. Під оновленими кузовними панелями (від носа до хвоста - 4872 мм) ховається знайома платформа - розтягнутий варіант платформи Epsilon (відстань між осями - 2852 мм). Однак список двигунів змінився. Наприклад, «четвірка» 2,2 Ecotec з обойми випала, а її місце зайняв мотор 2,4 Ecotec (171 к.с.) з тією ж кількістю циліндрів. Також замість «шістки» 3,9 з'явилася «шістка» 3,6 сімейства LY7 (256 к.с.). В строю залишився лише агрегат V6 3.5 LZ4, що видає колишні 220 к.с. А ще джіемовці модель оснастили новими коробками передач: у компанію до чотирьохдіапазонного «автомату» додалися дві шестиступінчасті автоматичні коробки (6T40 і 6T70). Але найпомітніша новинка - поява гібридної модифікації з бензиновим двигуном 2,4 (166 к.с.) і електромотором. Виробництво нинішнього Malibu на заводах в Мічигані і Канзасі ще триває, а з 2008 до 2010 року в США продали 538 591 машину.

### Двигуни
- 2.4 L LE5 I4
- 2.4 L LE9 I4
- 2.4 L LAT I4 hybrid
- 3.5 L LZ4 V6
- 3.5 L LZE V6
- 3.6 L LY7 V6

## Chevrolet Malibu 8 (2012-2016)

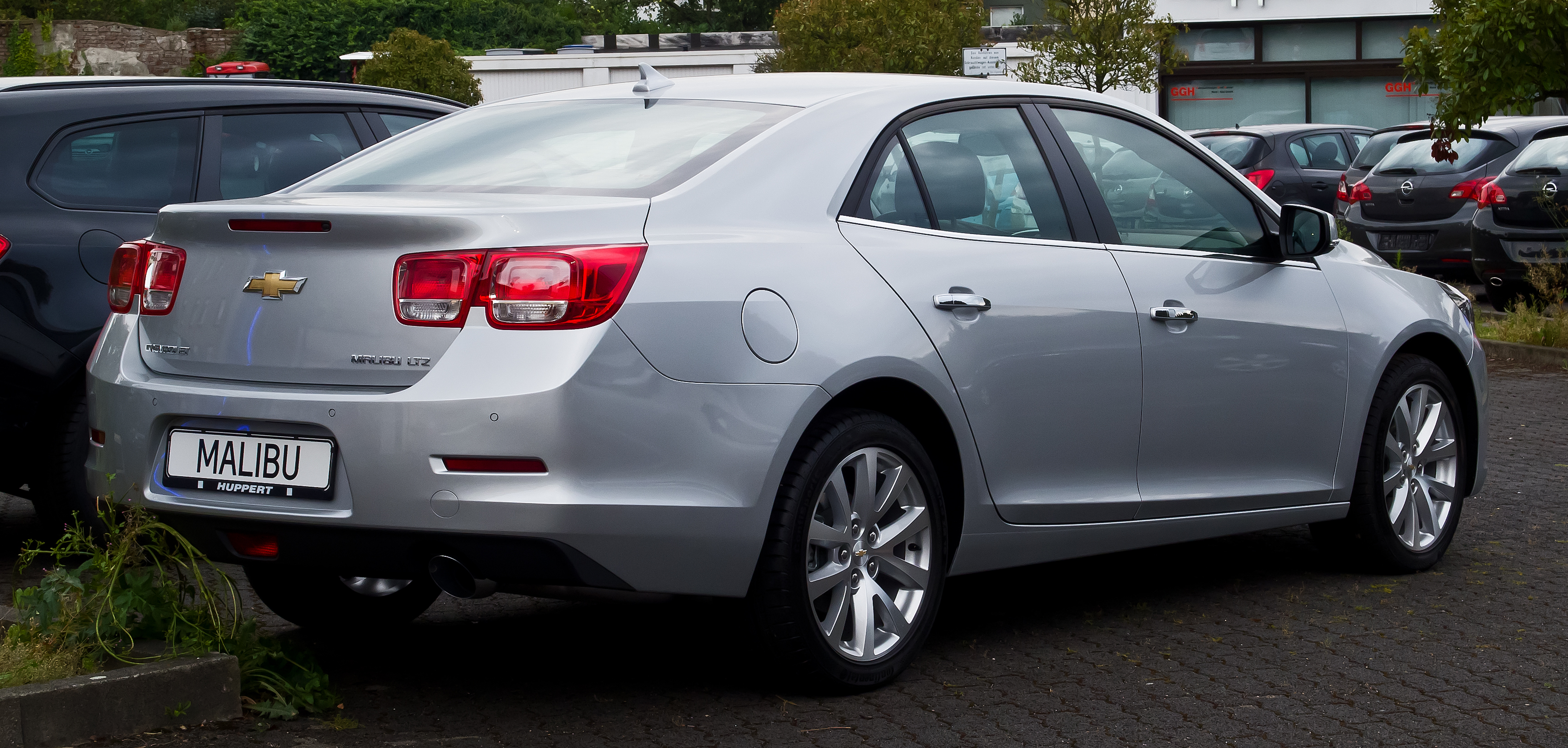
Chevrolet Malibu (2012-2013)

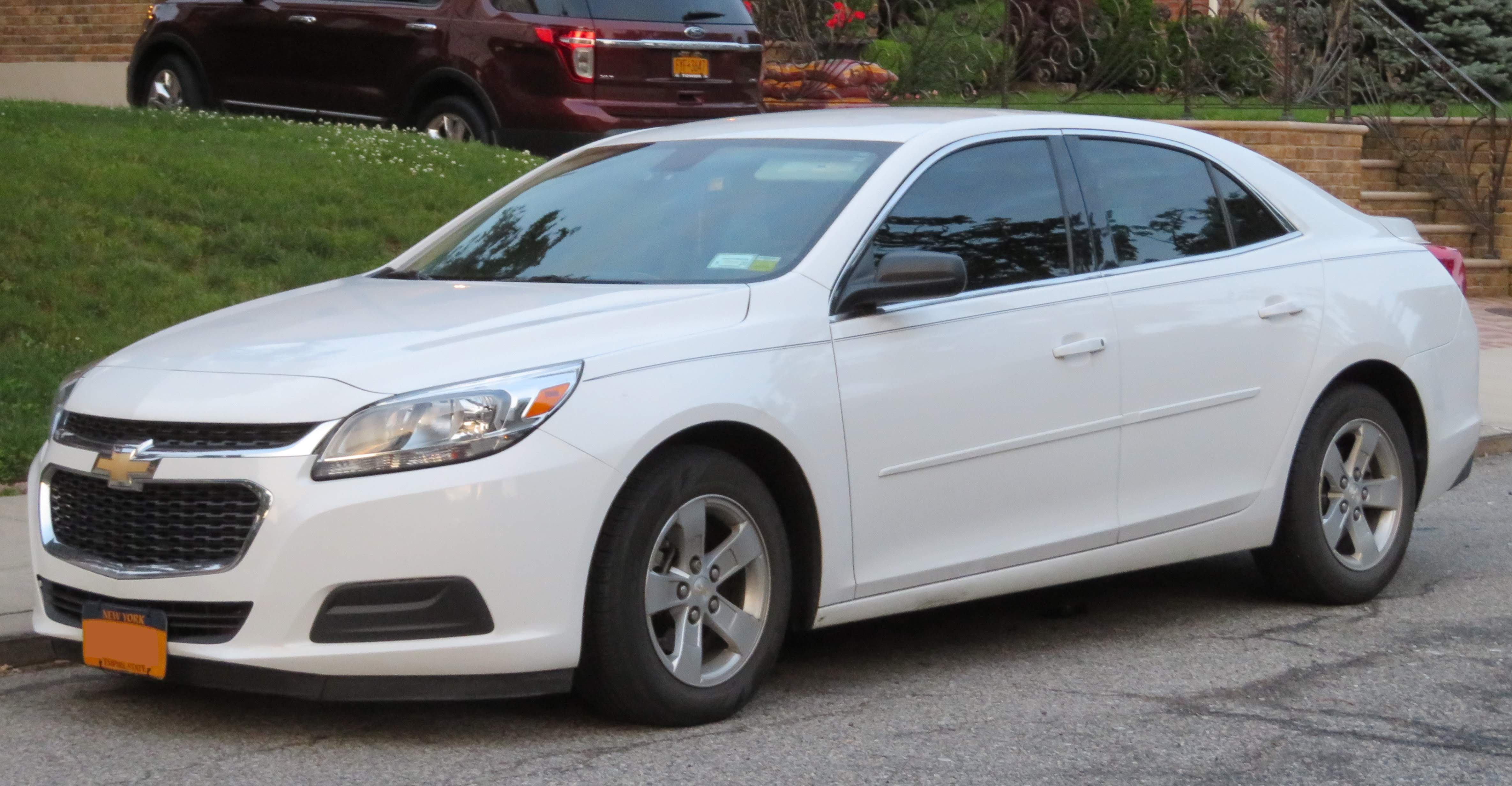
Chevrolet Malibu (2013-2015)

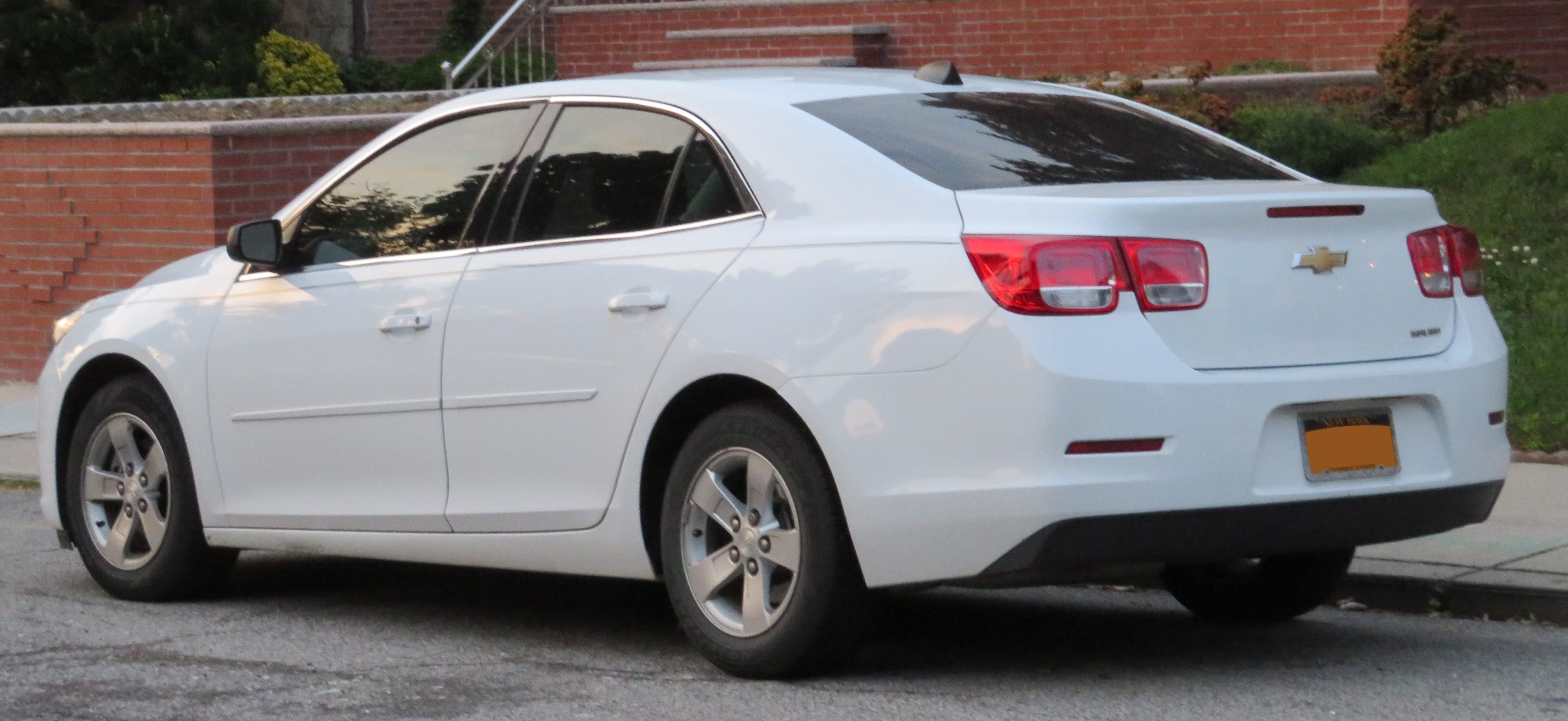
Chevrolet Malibu (2013-2015)

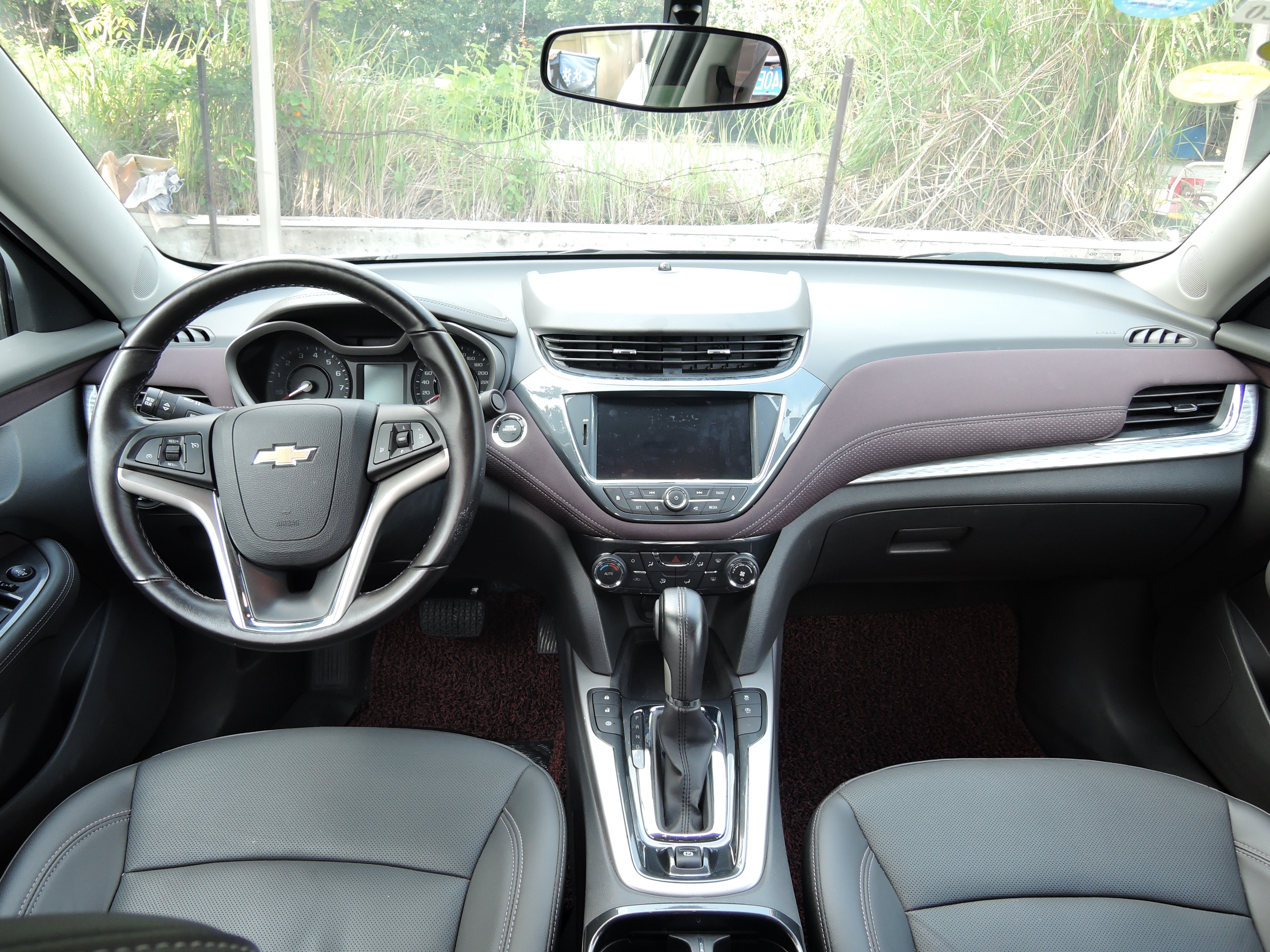

Прем'єра седана Chevrolet Malibu восьмого покоління відбулася на автосалоні в Шанхаї 2011 року. Автомобіль, побудований на платформі GM Epsilon II, оснастили бензиновим двигуном 2,5 л потужністю 192 к.с. в поєднанні з шестиступінчастою АКПП. 
Навесні 2012 року стартували європейські (українські - в травні) продажі Chevrolet Malibu. Для Старого Світу автомобіль оснастили бензиновим двигуном об'ємом 2,4 л потужністю 167 к.с. (225 Нм) і 2,0 л дизелем, що видає 160 к.с. (350 Нм). Обидва вони можуть агрегатуватися як з шестиступінчастою МКПП, так і з шестидіапазонною АКПП.
Споживачам в Україні доступні варіанти з 2,4-літровим бензиновим двигуном потужністю 167 к.с., який агрегатується шестиступінчастою механічною або автоматичною коробками передач, а також 3,0 бензин з автоматичною коробкою передач потужністю 263 к.с. і 2,0 дизель з механічною і автоматичною коробкою передач потужністю 160 к.с.
Модель Malibu отримала оцінку «п'ять зірок» у рейтингу безпеки European New Car Assessment Program (EuroNCAP).
В кінці 2013 року модель оновили, змінивши зовнішній вигляд і оснащення.

### Двигуни
| Модель                   | Циліндри/Клапани | Об'єм     | Потужність                        | Крутний момент             | КПП                   | Примітки                |
| Бензинові                | Бензинові        | Бензинові | Бензинові                         | Бензинові                  | Бензинові             | Бензинові               |
| ------------------------ | ---------------- | --------- | --------------------------------- | -------------------------- | --------------------- | ----------------------- |
| 2,0 л                    | Р4/16            | 1998 см³  | 147 к.с. (108 кВт) при 6200 об/хв | 190 Нм при 4600 об/хв      | 6-ст. АКПП            | Китай                   |
| 2,0 л LTG                | Р4/16            | 1998 см³  | 259 к.с. (193 кВт) при 5500 об/хв | 353 Нм при 1700-5500 об/хв | ?                     | США                     |
| 2,4 л Ecotec             | Р4/16            | 2384 см³  | 167 к.с. (122 кВт) при 5800 об/хв | 225 Нм при 4600 об/хв      | 6-ст. МКПП 6-ст. АКПП | Європа (в т.ч. Україна) |
| 2,4 л Ecotec LE5         | Р4/16            | 2384 см³  | 170 к.с. (130 кВт) при 5800 об/хв | 220 Нм при 4600 об/хв      | ?                     | -                       |
| 2,4 л Ecotec LUK eAssist | Р4/16            | 2384 см³  | 182 к.с. (136 кВт) при 6200 об/хв | 233 Нм при 4900 об/хв      | 6-ст. МКПП 6-ст. АКПП | США                     |
| 2,5 Ecotec LCV           | Р4/16            | 2499 см³  | 197 к.с. (147 кВт) при 6300 об/хв | 259 Нм при 4400 об/хв      | 6-ст. АКПП            | США                     |
| 3,0 л                    | V6/24            | 2997 см³  | 263 к.с. (193 кВт) при 6900 об/хв | 290 Нм при 5600 об/хв      | 6-ст. АКПП            | Близький схід і Україна |
| Дизельний                |                  |           |                                   |                            |                       |                         |
| 2,0 л VCDi               | Р4/16            | 1956 см³  | 160 к.с. (118 кВт) при 4000 об/хв | 350 Нм при 1750 об/хв      | 6-ст. МКПП 6-ст. АКПП | Європа (в т.ч. Україна) |

## Chevrolet Malibu 9 (з 2017)

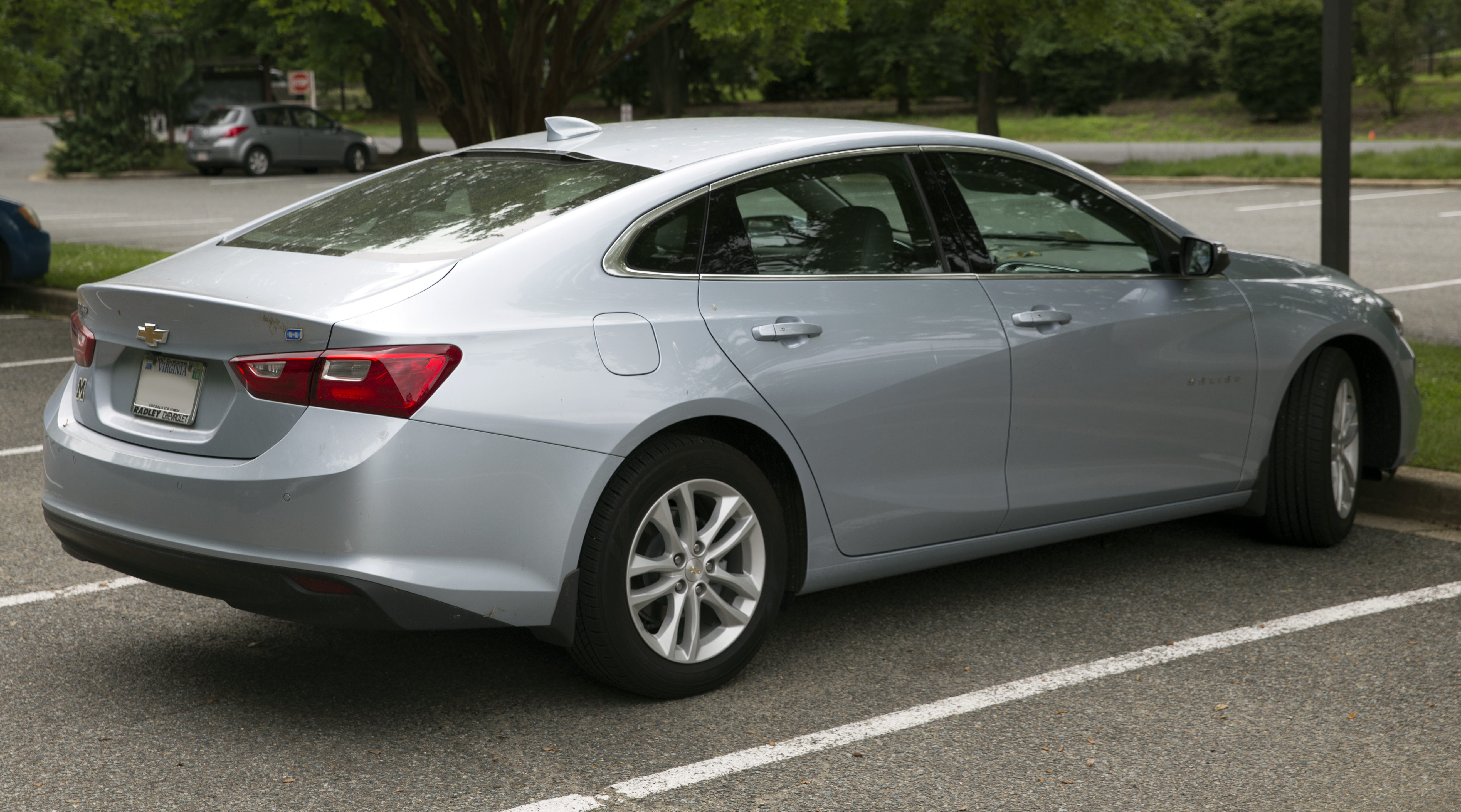
Chevrolet Malibu 9

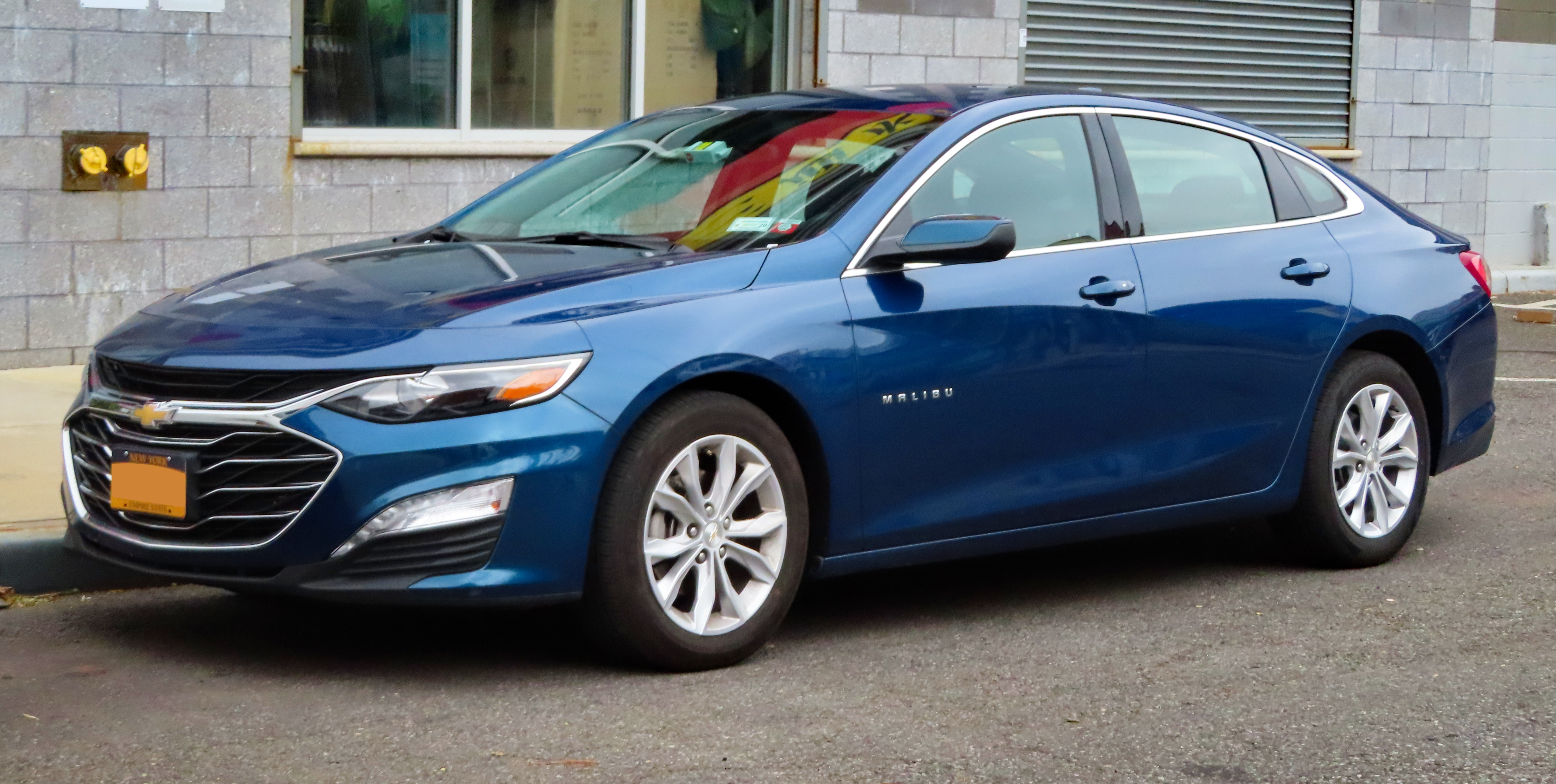
Chevrolet Malibu 9 (з 2019)

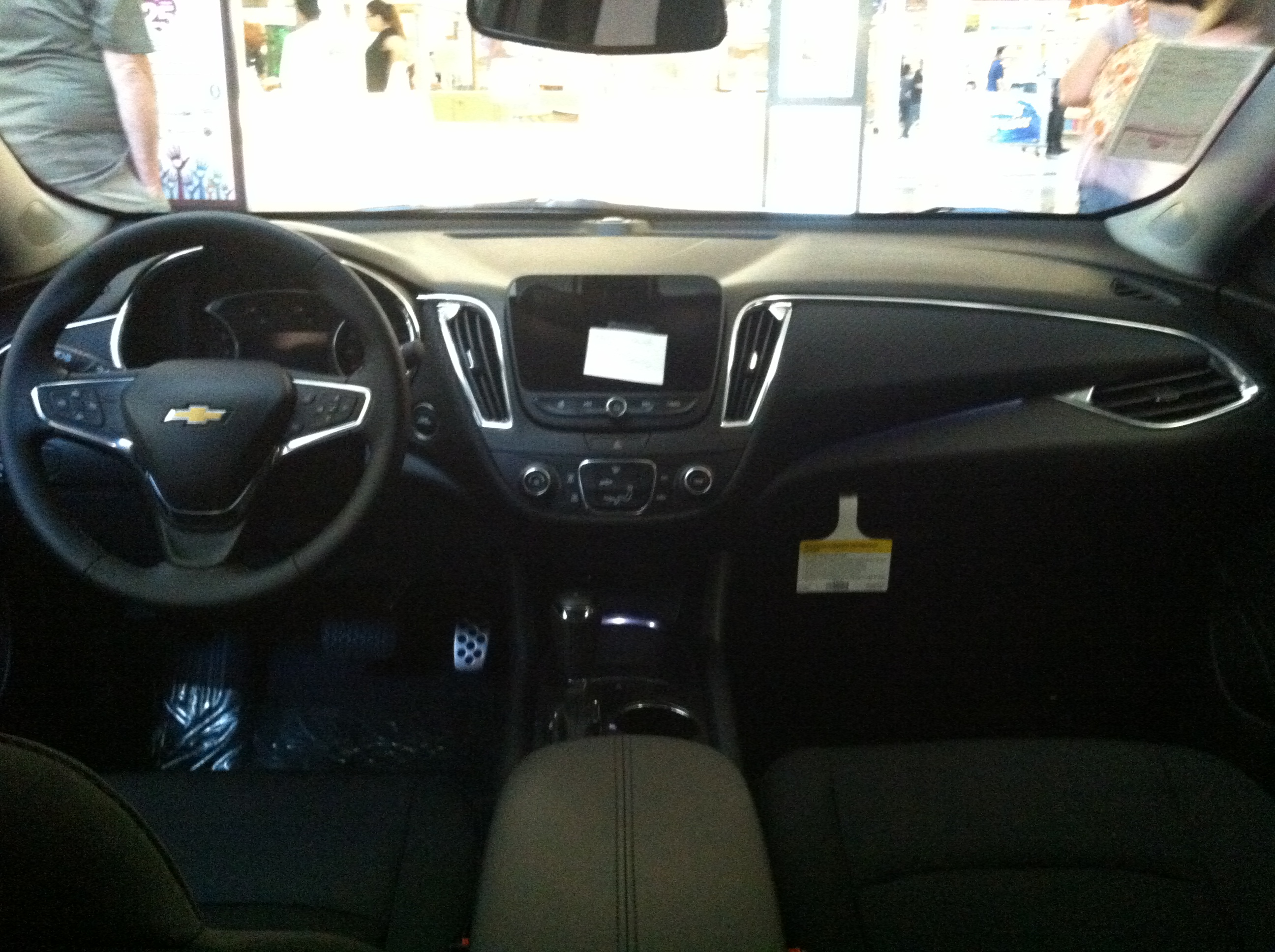

Дев'яте покоління седана Chevrolet Malibu, збудоване на платформі GM E2XX, виросло у довжину на 58 мм (до 4923 мм), і зменшило вагу на 136 кг, колісна база збільшилася на 91 мм (2828 мм). Автомобіль став більш технологічним, безпечним і економічним. Базовим агрегатом нового Malibu став турбодвигун 1.5 Ecotec (160 к.с., 250 Нм) з системою start/stop. Другий двигун теж турбований, але 2.0 Ecotec (250 к.с., 350 Нм). Першому мотору надається шестиступенева АКПП, а другому - новий восьмидіапазонний Hydra-Matic.
У 2016 році Chevrolet Malibu постав перед цільовою аудиторією повністю оновленим, крім високоякісного 4-циліндерного двигуна з турбонаддувом, яким комплектувалася торішня модель. Нова модифікація 2016 року Malibu Premier створює позитивне враження з першого погляду. Цей Chevrolet оснащений 2,0-літровим двигуном з турбонаддувом і плавною 8-ступінчатою автоматичною коробкою передач. На створення Chevrolet Malibu 2016 року, значно вплинув Chevy Impala. Насправді, це навіть найкраща інтерпретація дизайну цього автомобіля з елегантними лініями. Базова комплектація автомобіля Малібу L включає в себе: кондиціонер, круїз-контроль і AM / FM радіо. Насправді, модельний ряд автомобілів в 2016 році починається з моделі LS і включає в себе Apple CarPlay і Android Auto з USB-портами і Bluetooth, а також 7-дюймовий дисплей інформаційно-розважальної системи «MyLink». 
У 2017 зникла модель 2LT, в якості опції запропонували автоматичну коробку передач на дев’ять ступенів. У 2019 Chevrolet замінили шестиступінчасту автоматичну коробку передач, яка йшла у пару базовому двигуну, на варіатор. У тому ж році представили модель RS, зробивши функцію підігріву задніх сидінь доступною. Крім того, на зміну інформаційно-розважальній системі MyLink прийшла Infotainment 3.
Головне оновлення седану у 2021 модельному році - поява Android Auto та Apple CarPlay, а також можливості бездротової зарядки смартфону.

### Двигуни
- 1.5 л LFV I4 turbo 166 к.с.
- 2.0 л LTG I4 turbo 253 к.с.
- 2.5 л Ecotec І4 200 к.с. (Узбекистан)
- 1.8 л LKN I4 hybrid + 2 електродвигуни 128 + 82 + 73 к.с., сумарно 182 к.с.

## Продажі в США
| Календарний рік | Продажі в США |
| --------------- | ------------- |
| 2000            | 207,376       |
| 2001            | 176,583       |
| 2002            | 169,377       |
| 2003            | 122,771       |
| 2004            | 179,806       |
| 2005            | 203,503       |
| 2006            | 163,853       |
| 2007            | 128,312       |
| 2008            | 178,253       |
| 2009            | 161,568       |
| 2010            | 198,770       |
| 2011            | 204,808       |